# Virmond-Bladenhorst

Wappen derer von Viermund

Virmond-Bladenhorst bezeichnet die westfälische Linie des Adelsgeschlechtes von Virmond (häufig auch Viermundt, Viermund oder Virmont), die ihren Sitz in der Herrschaft Bladenhorst hatte. Das Adelsgeschlecht derer von Virmond stammte ursprünglich aus Viermünden in Hessen. Die hessische Linie des Geschlechtes Virmond findet sich in der Herrschaft Nordenbeck und eine niederrheinische Linie sich in der Herrschaft Neersen (siehe Virmond-Neersen).
Die Linie wurde durch Philipp von Virmond zu Nordenbeck begründet, der die Herrschaft 1496 durch Ehe mit Beatrix von Düngelen († 1514) erlangte. Seine Nachfahren herrschten in Bladenhorst bis zum Erlöschen der männlichen Linie 1624, durch den kinderlosen Tod von Philipps Urenkel Hermann.

## Liste der Herren von Bladenhorst aus dem Hause Virmond
- 1496–1528: Philipp (I.)

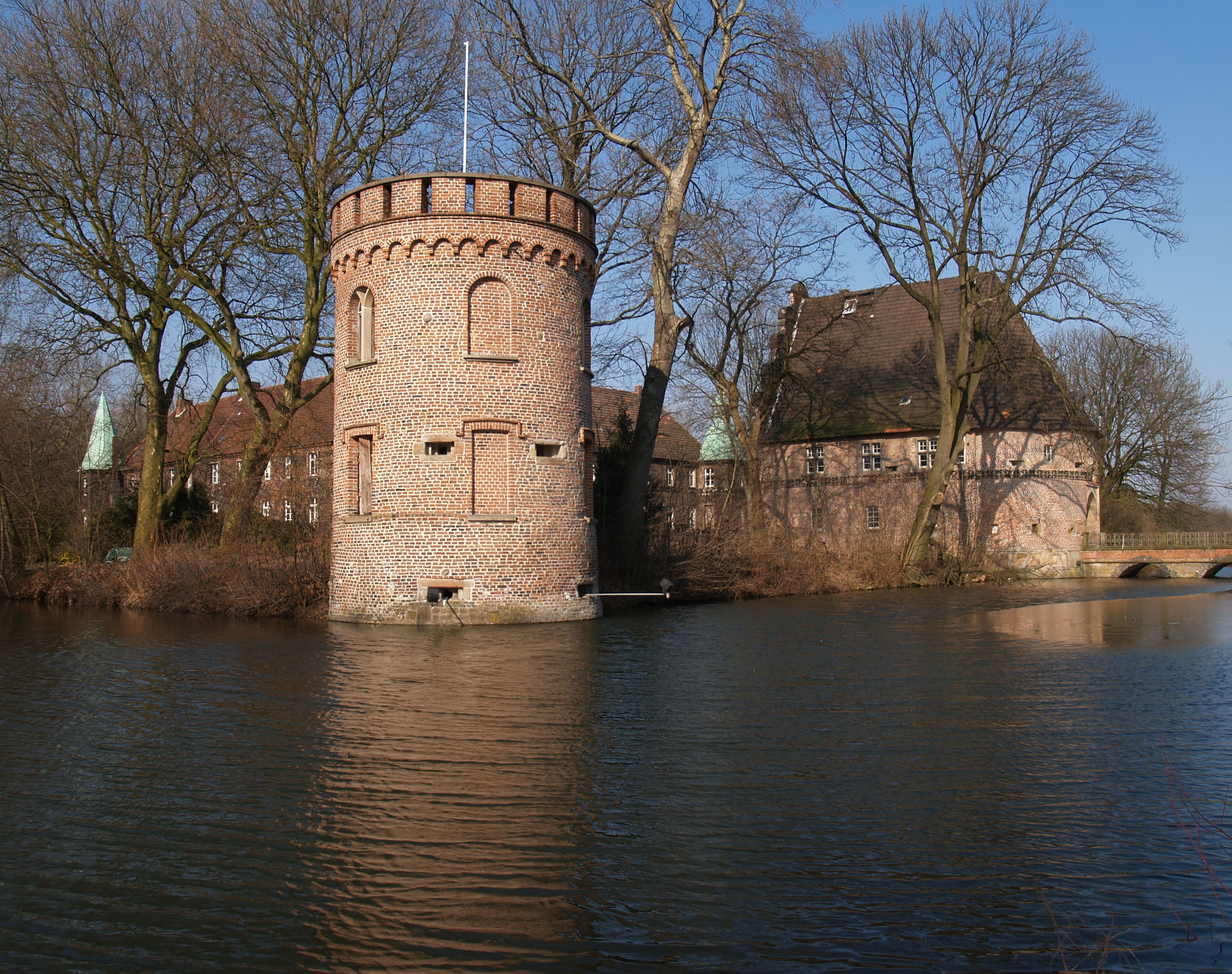
Schloss Bladenhorst

- 1528–1548: Johann (I.), dessen Sohn
- 1548–1584: Philipp (II.), dessen Sohn
- 1584–1590: Johann (II.), dessen Sohn
- 1590–1621: Philipp Arnold, dessen Bruder
- 1621–1624: Hermann, dessen Bruder